# Dominique Cheminal
Ne doit pas être confondu avec Cheminade.
 (mars 2010).
Si vous disposez d'ouvrages ou d'articles de référence ou si vous connaissez des sites web de qualité traitant du thème abordé ici, merci de compléter l'article en donnant les références utiles à sa vérifiabilité et en les liant à la section « Notes et références ».
Dominique Cheminal, né en 1940 en France, est un réalisateur de longs métrages et de films publicitaires. Il est marié à Noëlle Boisson, monteuse de films.

## Biographie
À sa sortie de l'École Louis-Lumière, Dominique Cheminal rencontre Jean-Jacques Languepin avec lequel il va travailler pendant plusieurs années. Ensuite il réalise de nombreux films documentaires, notamment en Afrique noire, ainsi que plusieurs courts-métrages de fiction, dont le film Pierre qui roule qui fut récompensé dans de nombreux festivals, notamment le New York Film Festival / le London Film Festival / le Melbourne Film Festival.
Et puis c'est la rencontre avec Jean-Jacques Annaud  avec lequel il va travailler comme premier assistant, notamment sur La Victoire en chantant, Coup de tête, La guerre du feu.
Dominique Cheminal aborde ensuite la réalisation de films publicitaires, notamment le fameux film Pliz (www.youtube.com/watch?v=fhI1zeDwoI0) avec Marie-Pierre Casey qui obtient de multiples récompenses, dont un lion d'argent au festival international du film publicitaire de Cannes.(www.canneslions.com/)
Dominique Cheminal a réalisé plus de 150 films publicitaires tant en France qu'à l'étranger, dont beaucoup ont obtenu des récompenses dans les différents festivals de films publicitaires : Minerve du film pub à Paris, prix du club des D.A. à Paris, Lion d'argent au festival international du film publicitaire de Cannes, clio à New-York, etc.(http://www.ina.fr/recherche/recherche?search=cheminal&vue=Pub)
Dominique Cheminal a également réalisé plusieurs longs-métrages : La Femme ivoire, Une journée chez ma mère, ainsi que des films pour la télévision: Un morceau de soleil, Maud, La Femme du pêcheur...

## Filmographie

### Réalisateur
- 2007 : Minor, un drôle de film
- 2004 : Deux frères: La grande aventure (TV) (prix du jury au festival du making of de Romorantin).
- 2003 : Deux frères, comment faire? (TV)
- 2000 : Un morceau de soleil  (TV) (Festival du film de télévision de Luchon)
- 1997 : La Femme du pêcheur (TV)  ()
- 1993 : Une journée chez ma mère
- 1984 : La Femme ivoire (Festival du film romantique de Cabourg)
- 1975 : L'Ennemi invisible (Festival de Grenoble/ Festival dei popoli Florence)
- 1973 : Paris le Havre (Festival de Grenoble / Festival de La Rochelle)
- 1973 : le "voyage" africain (déposé au Musée du quai Branly)
- 1973 : Pierre (New York Film Festival/ London Film Festival / Melbourne Film Festival/ Festival de Grenoble / Festival de Cannes)

### Scénariste
- 1984 : La Femme ivoire (Avance sur recettes)
- 1992 : Baden la kaki (Avance sur recettes)

### Assistant réalisateur
- 1981 :La Guerre du feu de Jean-Jacques Annaud
- 1979 : Nous maigrirons ensemble de Michel Vocoret
- 1979 : Coup de tête de Jean-Jacques Annaud
- 1976 : La Victoire en chantant  de Jean-Jacques Annaud
- 1974 : L'Ironie du sort de Édouard Molinaro

### Cadreur
- 2007 : Minor, un drôle de film
- 2004 : Deux frères: La grande aventure (TV)